# Де Буар, Михаил Евгеньевич
Михаил Евгеньевич де Буар (Елизаветин), барон Скелбо (9 апреля 1939 — 11 сентября 2009) — российский предприниматель, коллекционер икон.

## Биография
Предприниматель, сделал состояние в строительном бизнесе. Занимался благотворительностью. Доктор экономических наук (Москва). Кавалер возобновлённого вел. кн. Марией Владимировной императорского ордена Св. Анны 1-й ст. 6.05.2007.
В середине 1990-х де Буар являлся советником президента России Бориса Ельцина и крупным бизнесменом, имя которого связывали с известным в Москве предпринимателем Шалвой Чигиринским. Тогда же занимал кремлёвскую дачу «Сосновка-1», которая впоследствии станет центром скандала вокруг Михаила Касьянова в 2005 году. Акционер нефтяной компании «Эвихон» (около 7 %), потом этот пакет акций приобрел Шалва Чигиринский.
Скончался от рака поджелудочной железы после продолжительной болезни.

### Семья
- был женат 6 раз:
  - пятая жена — искусствовед Любовь Елизаветина (в браке с 2002 по 2005)[4][12].
  - Последняя жена — Татьяна де Буар, ур. Самохвалова[12] (сиделка при больном[7], брак заключён за 12 дней до его смерти)[13]
- Дети[14]:
  - Андрей Вяземшев
  - Михаил Де Буар-младший
  - Ирина Бережная

## Коллекция
Собрание включает около 600 икон и, по утверждению владельцев, является одним из самых крупных среди иконных частных собраний в России начала XXI века. Здесь представлены как памятники XIV—XVII веков, созданные в период Древней Руси, так и иконы Нового времени, XVIII — начала XX века.
Первая икона коллекции, как рассказывал де Буар, была приобретена им в 1977 году. Во вступительной статье к каталогу своей коллекции он писал: «Многие очень ценные иконы (являющиеся национальным достоянием) я буквально спас от вывоза (незаконного) за границу. Они, как и все значительные произведения из моей коллекции, навсегда останутся в России и будут доступны всем россиянам». К началу 90-х в ней было около 100 досок. В 2007 году он купил собрание коллекционера Абрама Глезера, включавшее в себя ещё 100 досок Савва Ямщиков характеризовал де Буара так: «Никогда не опускающий заданную планку качества и неповторимости собираемых произведений иконописи». Энгелина Смирнова, участвовавшая в подготовке выставок его собрания, указывает, что «по нему можно проследить всю историю русской иконописи».

### Выставки
- «Возвращенное достояние», ГТГ, весна 2008 года
- с июня 2008 по июль 2009 года экспонировалась в Государственном музее-заповеднике «Царицыно».

выставки Любови Елизаветиной:
- «Связь Времен», осень 2010, Музей Декоративно-прикладного искусства, в рамках Российского форума меценатов
- с 13 августа по 13 сентября 2011 года — усадьба «Архангельское» (коллекция хромолитографических икон).

### Скандал
Михаил де Буар скончался, не оставив завещания. Во вступительной статье к каталогу «Царицыно», незадолго до смерти, он писал: «Сейчас я работаю над юридическими документами, которые дадут гарантию того, что эта коллекция не будет никогда продана и разобщена моими наследниками и останется всегда доступной народу нашей Родины — России».

#### Первая часть коллекции («Царицыно»)

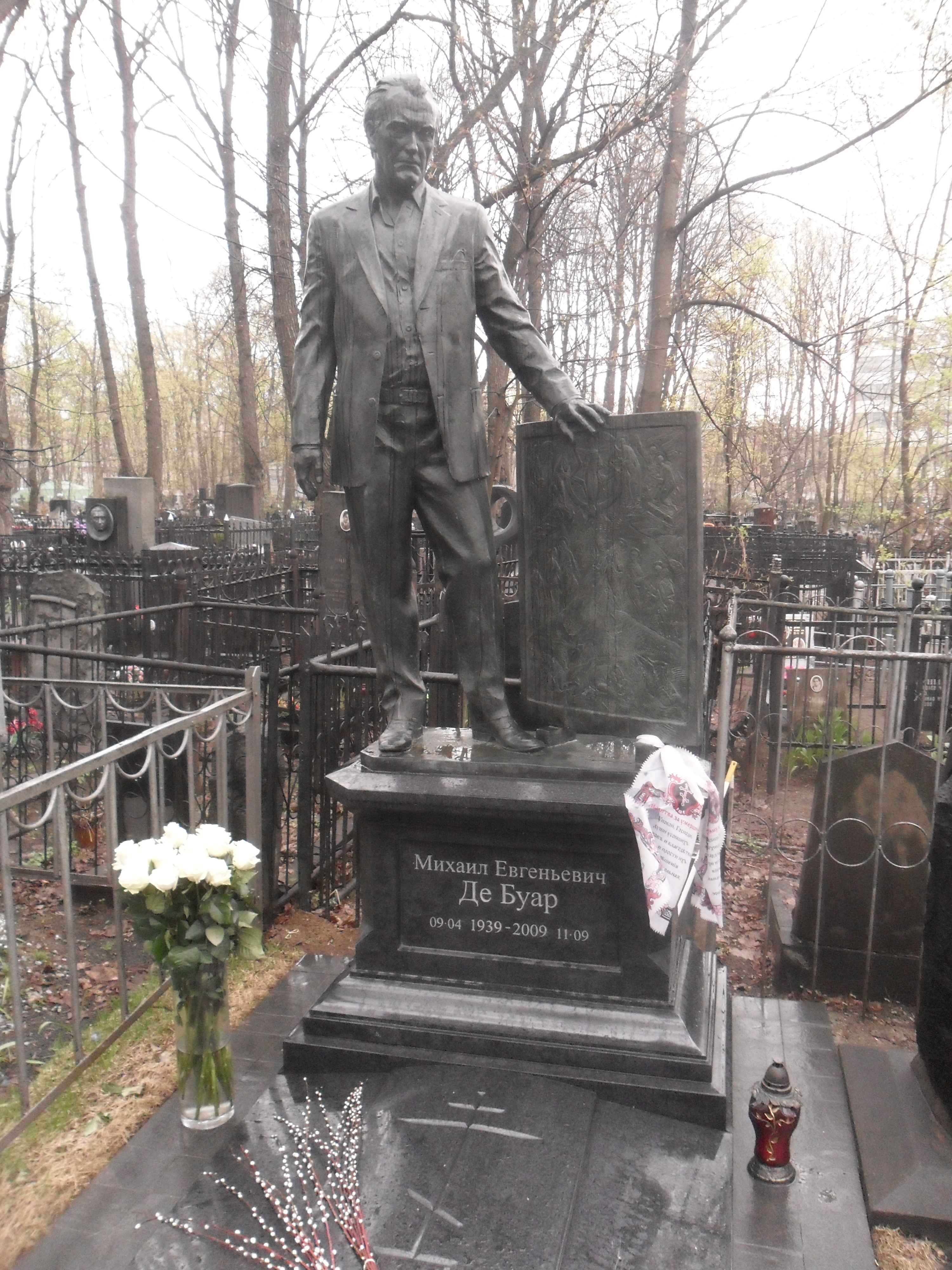
Могила Де Буара на Ваганьковском кладбище Москвы.

В 2009 году коллекционер организовал в музее «Царицыно» выставку из 192 икон (XIV век, общей стоимостью ок. 30 млн долл.). В организации экспозиции ему помогала его бывшая жена Любовь Елизаветина. Во время выставки коллекционер скончался, однако сама выставка продлилась до начала февраля 2010 года. Но после её окончания вдова Татьяна Де Буар иконы обратно не получила, и её представители обратились в правоохранительные органы, утверждая, что уникальная коллекция была похищена. Администрация музея объявила, что, согласно договору, иконы были предоставлены музею Любовью Елизаветиной и были возвращены ей же после окончания выставки. Любовь Елизаветина утверждает, что коллекция принадлежит ей, поскольку ещё при жизни Михаил Де Буар подарил ей эти иконы.
75 наиболее ценных икон из данной части коллекции были подарены Елизаветиной ГМИИ им. А. С. Пушкина (стоимость подаренных ею икон составляет порядка 25 млн долларов. Среди них есть иконы XV века, а также икона «Страшный суд» XVII века, купленная на аукционе Christie`s за 800 тысяч долларов) 22 декабря 2009 года.
В Пресненском суде Москвы рассматривалось дело о разделе имущества между наследниками — тремя детьми, бывшей супругой Любовью Елизаветиной и последней женой Татьяной Де Буар. Дети и Татьяна Де Буар утверждали, что они создадут музей памяти Михаила Де Буара, что нужно для того, чтобы сохранить целостность коллекции. Елизаветина предлагала прочим наследникам заключить мировое соглашение и подарить всю коллекцию Музею частных коллекций при музее имени Пушкина, чтобы сохранить память о нём и выполнить его последнюю волю. Она сообщила, что в этом случае готова подарить музею оставшиеся у неё 130 икон. Если же этого не будет сделано, то Елизаветина опасается, что наследники продадут всю коллекцию частному коллекционеру.
В апреле 2010 дом Любови Елизаветиной в Красногорском районе сгорел в результате поджога.
Часть коллекции (75 икон) была арестована в ГМИИ им. Пушкина. На основании решения Пресненского суда от 24 февраля 2011 года дарение этих икон Любовью Елизаветиной было признано незаконным, и указанные иконы были переданы наследникам и включены в наследственную массу.
В конце августа 2011 года приставы обнаружили вторую половину икон из «Царицыно» в Государственном музейно-выставочном центре «РОСИЗО» часть коллекции, где, по утверждению сотрудников, она находится «на ответственном хранении».

#### Вторая часть коллекции
В доме де Буара, где он проживал с Татьяной, находилась часть его коллекции (377 икон), которая, по утверждению жены, через несколько дней после похорон исчезла. Все они задокументированы на сайте коллекции rus-icons.ru.
1 июля 2010 года в Следственное управление ФСБ РФ подано заявление о возбуждении уголовного дела по факту незаконного вывоза (контрабанды) за пределы РФ 3 икон из дома покойного коллекционера Михаила Де Буара. Они были обнаружены специалистами Росохранкультуры на лондонских торгах аукционного дома MacDugals Russian Art Auctions, одну из них успели продать. Росохранкультура направила в Лондон письмо с просьбой придержать иконы до выяснения обстоятельств, связанных с их вывозом. Наследники де Буара объявили о желании обвинить замглавы Росохранкультуры Виктора Петракова в клевете, так как он обвинил их в контрабанде.
По сведениям Елизаветиной, часть икон, находившихся дома, де Буар мог продать, так как много денег требовалось на лечение.

#### Мирное соглашение
В январе 2012 года спор был разрешён. Подписано мировое соглашение, Елизаветина согласилась передать иконы наследникам (в здании Музея русской иконы). «Все сегодня пришли к выводу, что, уважая волю усопшего, коллекция должна оставаться неделимой и экспонироваться исключительно полностью», — подчеркнул адвокат, добавив, что место экспозиции будет определено в зависимости от возможностей музеев.
«В качестве места для его заключения был выбран Музей русской иконы Михаила Абрамова как крупнейшая институция в области частного коллекционирования икон. Собравшиеся за одним столом в кабинете Михаила Абрамова родственники Елизаветина и их адвокаты подписали все бумаги. После чего спустились в зал, в который внесли 64 упакованные иконы — те, что до последнего момента находились в руках Любови Елизаветиной (часть собрания была арестована судом в Музее личных коллекций ГМИИ, куда их передала Любовь Елизаветина, остальные иконы хранились в РОСИЗО). Эксперты и реставраторы разворачивали их, а Татьяна де Буар от лица наследников (каковыми суд признал её и детей коллекционера, двое из которых — Ирина и Михаил, тоже присутствовали) ставила галочки в каталоге коллекции».
На вопрос, почему она отказалась от дальнейшей борьбы, Любовь Елизаветина ответила: «Это длится уже два года. А мне хочется идти дальше, мне есть чем заняться в жизни. Коллекция теперь прославилась, о ней знают все, она навсегда связана с именем Михаила Елизаветина и осталась неразделённой. Это главное, о чем он мечтал,— коллекция должна быть единой». То же подчеркивали адвокаты Татьяны де Буар и детей коллекционера (сами они с журналистами не разговаривали). «Коллекция осталась цельной. Она принадлежит наследникам без выделения долей, её судьбу они должны решать коллегиально»,— сказал «Коммерсанту» адвокат Руслан Коблев. «Мы сделали наследникам предложение о приобретении всей коллекции»,— сказал основатель Музея русской иконы Михаил Абрамов.

### Возвращенные иконы
Ряд икон коллекции де Буара, приобретенных на Западе, имеют темный провенанс и оказались украденными из церквей либо музеев России.
- «Святой Николай Зарайский с житием» (1553) оказалась похищенной в 1995 году в Ярославле и купленной коллекционером на Западе. Уже после смерти де Буара Елизаветина вернула её государству[12].
- «Георгий Победоносец в житии» (XVII век) из Веськовской церкви Святого Георгия. Похитили в 2003 году. Приобретена в 2007 году. Возвращена Елизаветиной РПЦ, образ принял на временное хранение Переславский музей-заповедник[24].
- В сентябре 2011 года Елизаветина передала Украине икону XV века «Распятие с престоящими», которая в 1984 году была похищена из Львовского музея украинского искусства (ныне национальный музей во Львове им. Андрея Шептицкого), и в итоге тоже оказалась в коллекции де Буара[25].

## Шотландский замок

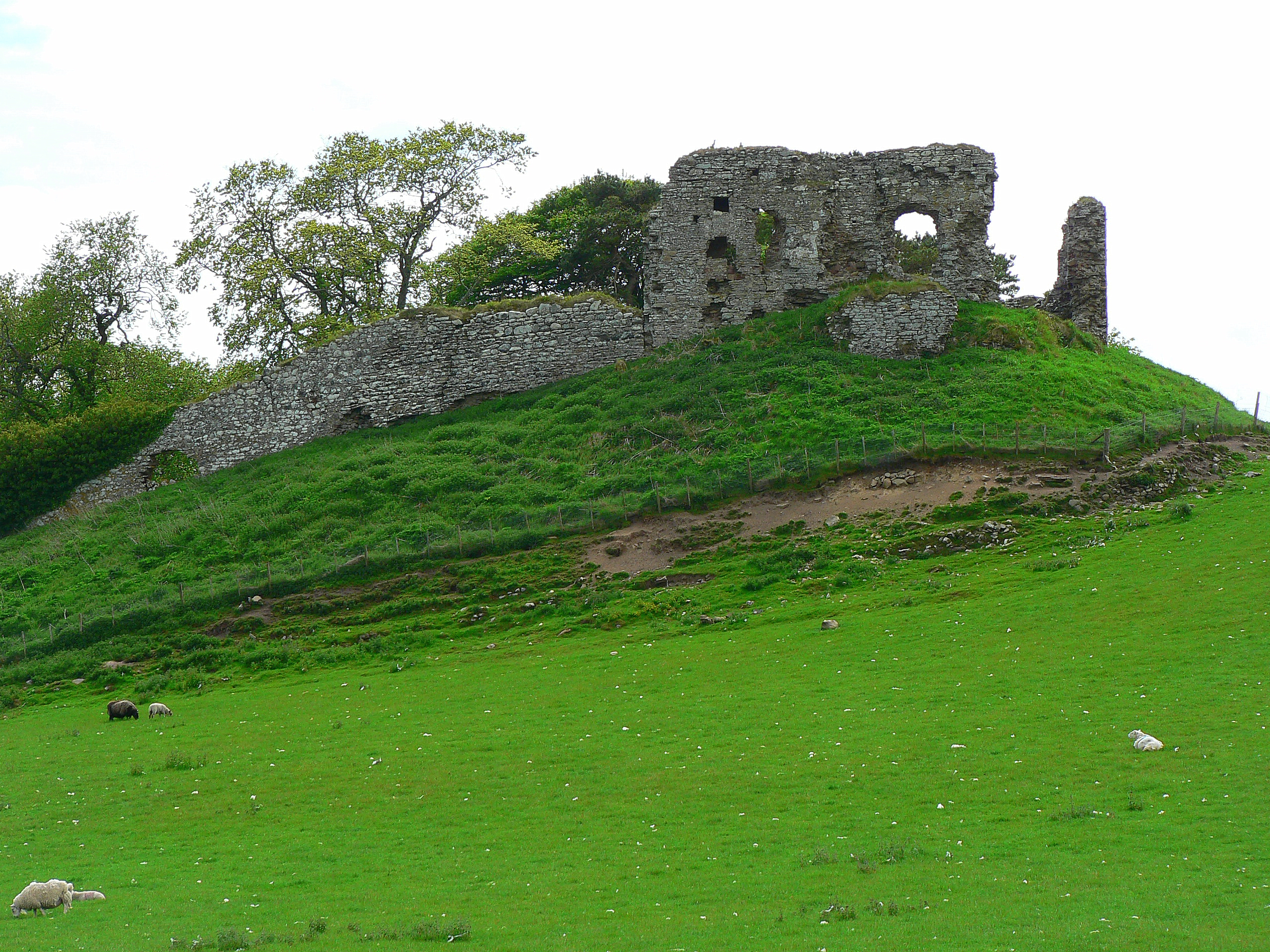
Руины замка

В 1996 году де Буар приобрел шотландский замок Скелбо за £75 тыс. (по другим указаниям — за 91 млн евро), получив вместе с ним земельный участок площадью 1,07 га и титул барона Скелбо. После его смерти с ним также возникли проблемы:
Сооружение, которое русский покупатель обязался восстановить 14 лёт назад, в итоге за это время приобрело ещё более печальный вид — настолько, что из местного бюджета пришлось выделить средства на срочный ремонт памятника, дорогого сердцу шотландцев. Требовать назад деньги, потраченные на частную собственность, никто не собирается, пояснили «Маркеру» в агентстве по охране культурно-исторического наследия Historic Scotland. Шотландцы хотят выяснить у наследников покупателя, состоится ли обещанная реставрация в принципе. Впрочем, в обозримом будущем ответа им не дождаться: новый владелец замка ещё не определен. (…) В результате агентству Historic Scotland пришлось в начале минувшей весны организовать ремонтные работы за счёт местного бюджета — сразу после холодов, нанесших серьёзный урон и без того полуразрушенным стенам.

…На восстановительные работы было потрачено почти 78 млн евро. (…) Жители Шотландии изначально приветствовали решение комитета заняться ремонтом замка Скелбо, находящегося в аварийном состоянии. Однако сейчас представители политических партий заявляют, что это был не лучший способ потратить деньги шотландских налогоплательщиков"…